# Danielle Moreau
 (février 2017).
Si vous disposez d'ouvrages ou d'articles de référence ou si vous connaissez des sites web de qualité traitant du thème abordé ici, merci de compléter l'article en donnant les références utiles à sa vérifiabilité et en les liant à la section « Notes et références ».
Pour les articles homonymes, voir Moreau.
Danielle Moreau, née le 2 novembre 1963, est une journaliste, chroniqueuse et réalisatrice française de radio et de télévision.
Elle a officié à la radio sur France Inter, RTL et à la télévision sur France 2. En 2017 et de 2018 a 2025, elle est notamment connu pour avoir été chroniqueuse à la télévision sur C8 dans Touche pas à mon poste ! et elle officie à la radio, sur Europe 1, dans Samedi en France depuis 2021.

## Carrière

### Radio
Au cours des années 2000, elle fait partie de l’émission Le Fou du roi animée par Stéphane Bern sur France Inter, où, chaque jeudi, elle présente une revue de presse people décalée.
Elle suit Stéphane Bern sur RTL à la suite de son départ en juillet 2011 de France Inter et intervenait régulièrement dans son émission À la bonne heure, où elle présentait la chronique « people ».
Depuis 2021, elle est chroniqueuse sur Europe 1 dans l'émission de William Leymergie Samedi en France.

### Télévision
En mars 1984, Danielle Moreau est candidate dans Les Jeux de 20 heures sur FR3. Sur la même chaîne elle travaille en 1986-1987 comme assistante pour le magazine de société Au nom de l'amour présenté par Pierre Bellemare.
Dans les années 1990, elle fait partie de l'équipe de production d'Intervilles sur TF1.
À partir du début des années 2000 elle tient une chronique dans l’émission de Sophie Davant, C'est au programme, diffusée en direct le matin sur France 2, jusqu'à son départ de la chaîne en juillet 2018.
Le 1er février 2017, elle fait sa première apparition dans l'émission de Touche pas à mon poste ! sur C8 en tant qu'invitée « spécialiste des médias », puis intègre l'équipe des chroniqueurs. En juin 2017, elle quitte l'émission, avant de revenir à la rentrée de septembre 2018 et d'intégrer également l'émission de Jean-Luc Lemoine, TPMP refait la semaine ! jusqu'à l'arrêt du programme en décembre 2018.
Documentariste, elle réalise pour France 3 le documentaire Les Grandes Dames du petit écran diffusé en décembre 2022 et Les Héros de notre Enfance sur C8 diffusé en décembre 2022.
- 2000- 2018 : C'est au programme sur France 2, présenté par Sophie Davant
- 2017, 2018-2025 : Touche pas à mon poste ! sur C8, par Cyril Hanouna
- 2018 : TPMP refait la semaine ! sur C8, par Jean-Luc Lemoine
- 2018- 2020 : TPMP ! Ouvert à tous sur C8, par Benjamin Castaldi
- 2018- 2020 : TPMP people sur C8, par Matthieu Delormeau
- 2020 : TPMP Elles refont la télé sur C8, par Hapsatou Sy

### Radio
- 2002-2004 : Les Peopl'ettes sur Europe 1, avec Ariane Massenet et Marie Montuir
- 2005-2011 : Le Fou du roi sur France Inter, avec Stéphane Bern
- 2011-2020 : À la bonne heure sur RTL, avec Stéphane Bern
- Depuis 2021 : Samedi en France sur Europe 1, avec William Leymergie
- Depuis 2023 : Sophie et les copains sur Europe 1, avec Sophie Davant

## Réalisatrice
- 2022 : Les Grandes Dames du petit écran sur France 3
- 2022  : Les Héros de notre enfance sur C8

## Publications
- (écrit avec Stéphane Clerget) Quand je serai grand, je serai célèbre, Michel Lafon, 2009[6].
- 80 ans et toujours fringants!, Michel Lafon, 2013[7].
- Drôles d'endroits pour un coup de foudre : comment sont nés les couples célèbres qui nous font tant rêver, Michel Lafon, 2016[8].
- Les Enfants de la radio, Michel Lafon, 2016[9].